# Facundo Ezequiel Suárez
Facundo Ezequiel Suárez (Charata, Argentina; 1 de julio de 1994) es un futbolista argentino que juega como delantero y su equipo actual es Instituto de Córdoba de la Primera División del fútbol argentino.

## Estadísticas
Actualizado al último partido disputado el 22 de mayo de 2023.
| Club                                  | Div.          | Temporada     | Liga  | Liga  | Copas nacionales | Copas nacionales | Copas internacionales | Copas internacionales | Total | Total |
| Club                                  | Div.          | Temporada     | Part. | Goles | Part.            | Goles            | Part.                 | Goles                 | Part. | Goles |
| ------------------------------------- | ------------- | ------------- | ----- | ----- | ---------------- | ---------------- | --------------------- | --------------------- | ----- | ----- |
| Juventud Unida de Charta Argentina    | 4.ª           | 2014-17       | 59    | 35    | ―                | ―                | —                     | —                     | 59    | 35    |
| Juventud Unida de Charta Argentina    | Total club    | Total club    | 59    | 35    | 0                | 0                | 0                     | 0                     | 59    | 35    |
| San Martín de Formosa Argentina       | 3.ª           | 2018-19       | 16    | 8     | 1                | 0                | —                     | —                     | 17    | 8     |
| San Martín de Formosa Argentina       | Total club    | Total club    | 16    | 8     | 1                | 0                | 0                     | 0                     | 17    | 8     |
| Almagro Argentina                     | 2.ª           | 2019          | 13    | 0     | 3                | 1                | —                     | —                     | 16    | 1     |
| Almagro Argentina                     | 2.ª           | 2020          | 7     | 1     | —                | —                | —                     | —                     | 7     | 1     |
| Almagro Argentina                     | Total club    | Total club    | 20    | 1     | 3                | 1                | 0                     | 0                     | 23    | 2     |
| Deportivo Camioneros Argentina        | 3.ª           | 2020          | 7     | 2     | 3                | 0                | —                     | —                     | 10    | 2     |
| Deportivo Camioneros Argentina        | Total club    | Total club    | 7     | 2     | 3                | 0                | 0                     | 0                     | 10    | 2     |
| Gimnasia y Esgrima de Jujuy Argentina | 2.ª           | 2021          | 27    | 12    | ―                | ―                | —                     | —                     | 27    | 12    |
| Gimnasia y Esgrima de Jujuy Argentina | Total club    | Total club    | 27    | 12    | 0                | 0                | 0                     | 0                     | 27    | 12    |
| Oriente Petrolero · Bolivia           | 1.ª           | 2022          | 39    | 17    | ―                | ―                | 8                     | 3                     | 47    | 20    |
| Oriente Petrolero · Bolivia           | Total club    | Total club    | 39    | 17    | 0                | 0                | 8                     | 3                     | 47    | 20    |
| América de Cali · Colombia            | 1.ª           | 2023          | 39    | 10    | ―                | ―                | —                     | —                     | 39    | 10    |
| América de Cali · Colombia            | Total club    | Total club    | 39    | 10    | 0                | 0                | 0                     | 0                     | 39    | 10    |
| Instituto de Córdoba Argentina        | 1.ª           | 2024          | 2     | 1     | ―                | ―                | —                     | —                     | 2     | 1     |
| Instituto de Córdoba Argentina        | Total Club    | Total Club    | 0     | 0     | 0                | 0                | 0                     | 0                     | 0     | 0     |
| Total carrera                         | Total carrera | Total carrera | 188   | 86    | 7                | 1                | 8                     | 3                     | 205   | 90    |